# Foot-Ball Club Luino 1950-1951
Questa voce raccoglie le informazioni riguardanti il Foot-Ball Club Luino nelle competizioni ufficiali della stagione 1950-1951.

## Rosa
| N. |                   | Ruolo | Calciatore         |
| -- | ----------------- | ----- | ------------------ |
|    | Italia (bandiera) | A     | Mario Borra        |
|    | Italia (bandiera) | A     | P. Caretti         |
|    | Italia (bandiera) | A     | Gian Carlo Canosci |
|    | Italia (bandiera) | C     | E. Colombi         |
|    | Italia (bandiera) | D     | A. Crespi          |
|    | Italia (bandiera) | A     | C. Desio           |
|    | Italia (bandiera) | D     | A. Falzotti        |
|    | Italia (bandiera) | A     | E. Iacobitti       |

| N. |                   | Ruolo | Calciatore      |
| -- | ----------------- | ----- | --------------- |
|    | Italia (bandiera) | P     | B. Macchi       |
|    | Italia (bandiera) | C     | C. Macchi       |
|    | Italia (bandiera) | A     | R. Martignoni   |
|    | Italia (bandiera) | C     | Guido Minghetti |
|    | Italia (bandiera) | A     | L. Monetti      |
|    | Italia (bandiera) | A     | G. Paracchini   |
|    | Italia (bandiera) | D     | G. Spertini     |